# Union Neuchâtel Basket
El Union Neuchâtel Basket es un equipo de baloncesto suizo con sede en la ciudad de Neuchâtel, que compite en la LNA, la primera división del baloncesto suizo. Disputa sus encuentros como local en la Halle de sport de la Riveraine.

## Nombres
- Groupe E Union Neuchatel (hasta 2008)
- Jump Union Neuchatel (2008-2011)
- Union Neuchatel Basket (2011-)

## Posiciones en liga
- 2000 (10-LNA)
- 2001 (LNB)
- 2002 (7-LNB)
- 2003 (2-LNB)
- 2004 (11-LNA)
- 2005 (10)
- 2006 (11-LNA)
- 2007 (3-LNB)
- 2008 (4-LNB9
- 2009 (2-LNB)
- 2010 (13-LNB)
- 2011 (1-LNB)
- 2012 (1-LNB)
- 2013 (5-LNA)

### Plantilla 2013-2014
| N.º | Nombre             | Nacionalidad                            | Puesto    |
| --- | ------------------ | --------------------------------------- | --------- |
| 6   | Joan Bieri         | Bandera de Suiza                        | Base      |
| 8   | Tresore Quidome    | Bandera de Angola · Bandera de Suiza    | Escolta   |
| 12  | Jules Aw           | Bandera de Senegal · Bandera de Suiza   | Ala-Pívot |
| 15  | Pape Badji         | Bandera de Senegal · Bandera de Suiza   | Pívot     |
| --  | Brian Savoy        | Bandera de Argentina · Bandera de Suiza | Escolta   |
| --  | Federico Fridel    | Bandera de Suiza                        | Alero     |
| --  | Babacar Touré      | Bandera de Senegal                      | Pívot     |
| --  | Quinton Day        | Bandera de Estados Unidos               | Base      |
| --  | Gardner Louissaint | Bandera de Suiza                        | Alero     |
| --  | P'Allen Stinnett   | Bandera de Estados Unidos               | Alero     |
| --  | Tom Quellet        | Bandera de Suiza                        | Ala-Pívot |

## Palmarés
- Campeón LNB (2011)
- Subcampeón LNB (2012)
- Campeón Copa Suiza (2013)